# Kvinnor inom arkeologin

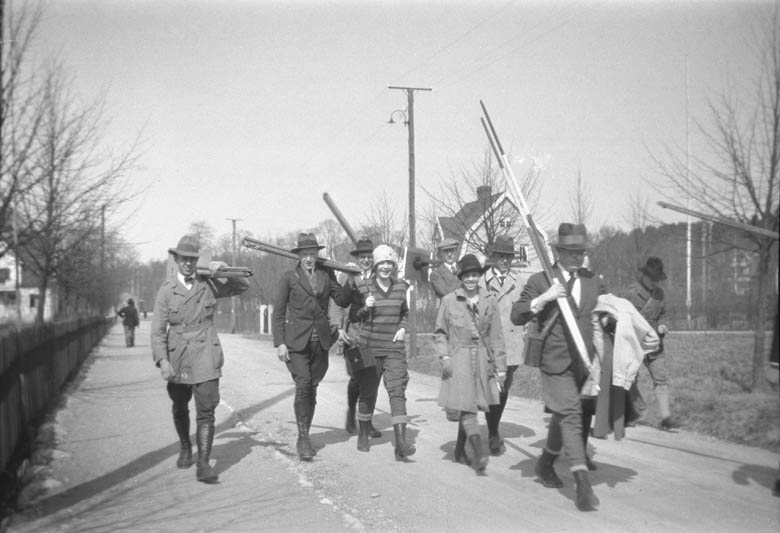
Arkeologer, varav några kvinnor, på väg till utgrävning av gravfältet Engelska parken 1928.

Kvinnor inom arkeologin blir synliga först under 1800-talets senare del då de vid denna tid fick tillträde till universiteten. Att göra akademisk karriär eller att ha någon högre position var tidigare inte möjligt. De kunde främst vara aktiva vid arkeologiska seminarier och regionala fornminnesföreningar och kunde tjänstgöra vid museer. Johanna Mestorf (1829–1909), var verksam vid det arkeologiska museet i Kiel från 1868. Hon utnämndes sent i livet till professor vid Christian-Albrecht-universitetet i Kiel, 1899, för sina insatser inom den skandinaviska arkeologin. En annan kvinnlig pionjär var den brittiska egyptologen Amelia Edwards (1831–1892). Margaret Murray (1863–1963) blev den första kvinnan i England som bedrev arkeologisk undervisning som yrke. Amerikanska Harriet Boyd Hawes (1871–1945) ledde under 1900-talets första år arkeologiska undersökningar i bronsåldersstaden Gournia på Kreta.

## 1900-talet

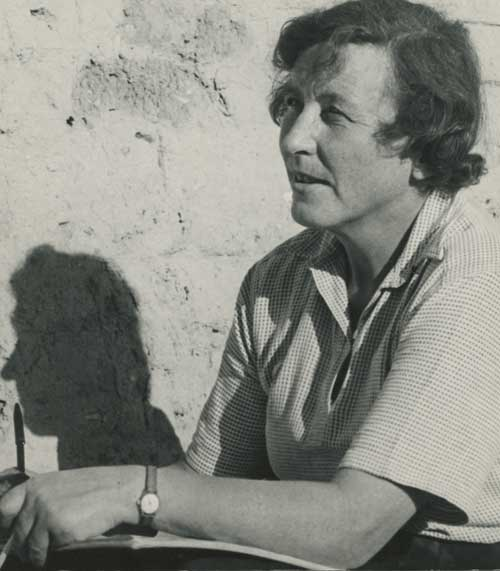
Kathleen Kenyon

Den kvinnliga frigörelsen i västvärlden ledde successivt från sekelskiftet 1900 och framåt till att kvinnor fick möjlighet att bedriva vetenskapliga studier. Tillströmningen till den arkeologiska disciplinen ökade i de flesta europeiska länderna. Svenska Hanna Rydh disputerade 1919 och gjorde sig tidigt ett namn inom arkeologin och ledde arkeologiska undersökningar i Sverige. Den brittiska forskaren Gertrude Caton-Thompson (1888–1985) utförde en omfattande utgrävning i det monumentala ruinområdet Stora Zimbabwe i nuvarande Zimbabwe. En annan brittisk arkeolog, Kathleen Kenyon (1906–1978), ledde flera arkeologiska undersökningar, bland annat i den bibliska staden Jeriko Några verksamma kvinnor i Norden under denna tid var Agnes Geijer (1898–1989), Margrethe Hald (1897–1982), Ella Kivikoski (1901–1990) och Greta Arwidsson (1906–1998) som blev professorer på Stockholm högskola, numera Stockholms universitet.
Under den andra vågens kvinnorörelse, som började under 1960-talet, väcktes intresset för att studera forntiden utifrån ett kvinnligt perspektiv. Under 1970-talet uppträdde en forskningsinriktning som hävdade att de specifikt kvinnliga perspektiven skulle tas till vara i de arkeologiska tolkningarna av forntiden.
Den första genuskonferensen hölls i Norge redan 1979. I slutet av 1980-talet och i början av 1990-talet började det genusvetenskapliga perspektivet bli synligt inom den arkeologiska forskarvärlden. Margaret Conkey och Janet Spector publicerade 1984 en artikel som var startpunkten för många genusteoretiska diskussioner.